# Andrew Fisher
Pour l’article homonyme, voir Andrew Fisher (athlétisme).
Andrew Fisher (29 août 1862 – 22 octobre 1928) est un homme d'État australien qui fut le cinquième Premier Ministre d'Australie.

## Biographie

### Enfance
Fisher est né dans le village minier de Knockentiber près de Kilmarnock dans le comté de l'East Ayrshire en Écosse. Il était l'un des sept enfants de Robert Fisher et de Jane Garvin. Son éducation se limita à l'école primaire, quelques cours du soir et à la lecture de livres dans la bibliothèque de la coopérative que son père avait aidé à monter. Il commença de travailler à la mine à l'âge de 10 ans et à 17 ans fut élu secrétaire de la section locale des Mineurs de l'Ayrshire.

### Premières années en Australie
En 1885, il émigra avec son frère au Queensland où il travailla comme mineur d'abord à Burrum puis à Gympie. Il joua un rôle actif dans l'"Amalgamated Miners Union" et avait des participations dans le journal travailliste local, "The Gympie Truth", créé en 1896.
En 1891, Fisher fut élu président de la section de Gympie du "Labour Party" et en 1893, il fut élu député travailliste de l'Assemblée du Queensland où il représentait la ville de Gympie. Il perdit son siège en 1896, mais le reprit en 1899. C'est cette année la qu'il fut nommé ministre des Chemins de fer et de la fonction publique ("Secretary for Railways and Public Works") dans le premier gouvernement démocratique socialiste au monde qui resta au pouvoir une semaine sous la direction Anderson Dawson.
Les membres du parti travailliste et leurs députés avaient des avis partagés sur la création d'une fédération australienne. Fisher pour sa part fut un fervent partisan de sa création et fit campagne pour le "OUI" au référendum du Queensland de 1899. Il se présenta aux premières élections fédérales à Wide Bay et remporta le siège. À la fin de l'année 1901, Fisher épousa Margaret Irvine, la fille d'une de ses anciennes logeuses.
Fisher se fit rapidement remarquer comme l'un des principaux leaders du parti travailliste en étant ministre du Commerce ("Minister for Trade and Customs") dans le gouvernement travailliste associé au Parti protectionniste de Chris Watson de 1904, gouvernement qui dut démissionner pour laisser la place à son allié Protectionniste et à Alfred Deakin.
Aux élections de 1906, Deakin resta Premier Ministre bien que le parti travailliste ait remporté beaucoup plus de sièges que le parti protectionniste. Quand Watson se retira en 1907, Fisher lui succéda à la tête du Parti travailliste l'emportant sur ses rivaux Billy Hughes et William Spence. On estimait que Fisher avait de meilleures connaissances que les autres en matière économique, donnait une meilleure figure du parti et avait de meilleures relations avec l'appareil du parti.

### Premier Ministre

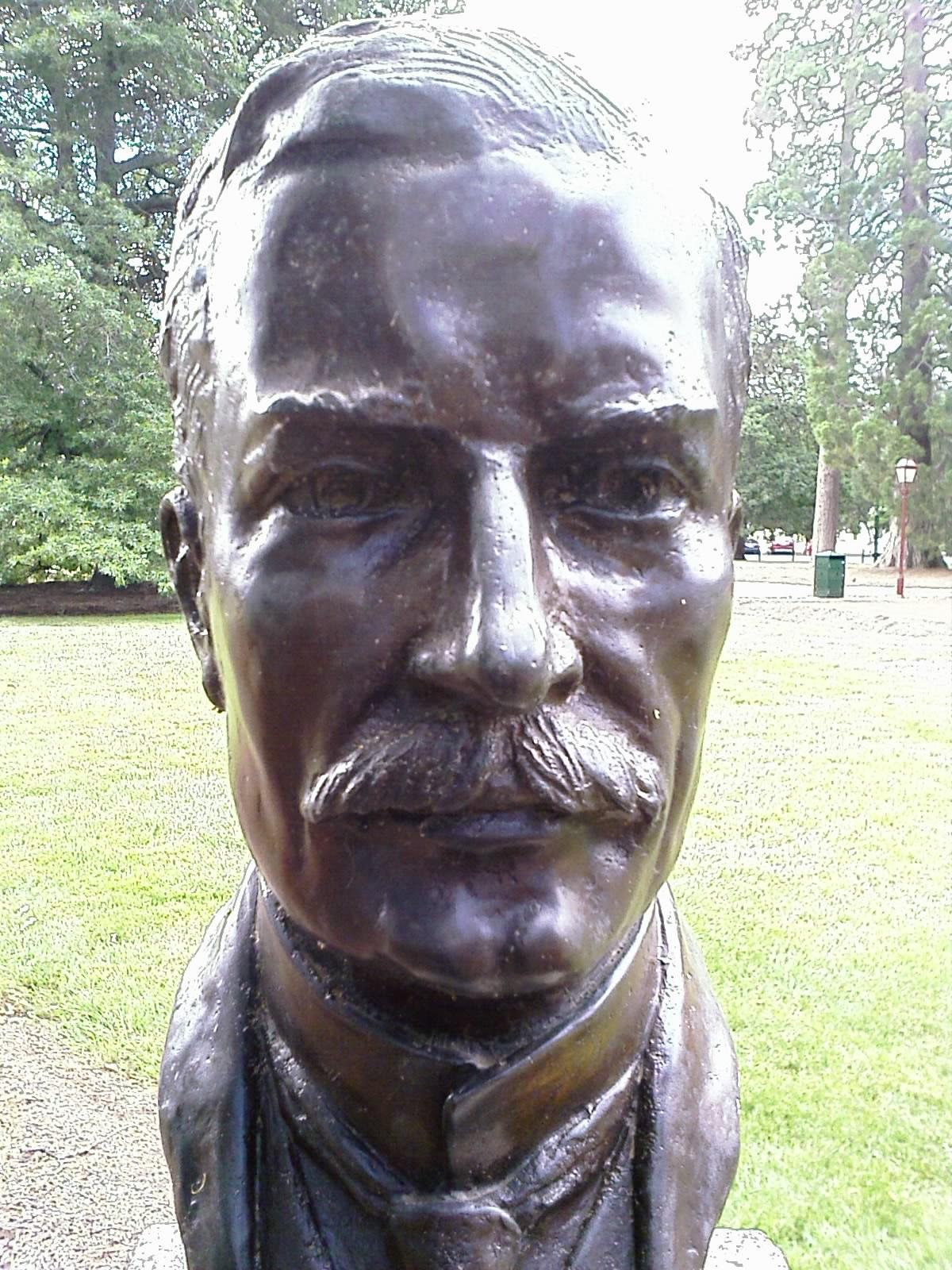
Buste de Andrew Fisher à Ballarat.

Quand Alfred Deakin démissionna en 1908, Fisher forma son premier gouvernement minoritaire. En mars 1909, il engagea son parti dans une réforme de la Constitution pour permettre au gouvernement d'avoir un droit de contrôle sur les contrats de travail, les salaires et les prix, pour créer une marine de guerre et la formation militaire, pour augmenter les retraites, pour imposer les propriétés, pour construire un chemin de fer transcontinental, pour remplacer la Livre anglaise par une monnaie purement australienne, pour imposer des droits de douane afin de protéger l'industrie sucrière. En mai, alors qu'il était en poste depuis huit mois, les "Protectionists" et les "Freetraders" s'associèrent, renversèrent son gouvernement et il ne put obtenir du gouverneur général Dudley de dissoudre le Parlement.
Aux élections de 1910, le "Labour Party" remporta 43 des 75 sièges de députés et les 18 sièges mis en jeu au Sénat, donnant à Fisher une majorité dans les deux chambres et la possibilité de former, pour la première fois au monde, un gouvernement travailliste majoritaire. Les 113 lois votées pendant les trois ans du second gouvernement Fisher ont dépassé le nombre de lois votées par le second gouvernement Deakin sur une période de temps comparable.
Fisher mena à terme de nombreuses réformes en matière de défense, de droit constitutionnel, de finances, de transports et de communications, de sécurité sociale, terminant le vaste chantier qu'il avait mis en route lors de son premier mandat, y ajoutant des droits à la retraite et des pensions d'invalidité, des allocations maternité et perte de travail, créant la première monnaie australienne, créant la flotte militaire australienne
("the Royal Australian Navy"), commençant la construction de la voie de chemin de fer reliant Sydney à Perth, fondant Canberra et la première banque centrale nationale australienne, la "Commonwealth Bank".
Fisher renforça les pouvoirs du gouvernement fédéral dans différents domaines. Le 26 avril 1911, il organisa un référendum sur la diminution des pouvoirs de l'Assemblée et sur la possibilité de nationaliser les sociétés en situation de monopole. Il fut désavoué sur les questions par 61 % des votants. Le 31 mai 1913, six nouvelles questions furent soumises à référendum portant sur le renforcement du contrôle de l'État sur le Commerce, les Syndicats, l'Industrie, les grands groupes industriels, les monopoles, les chemins de fer. Il fut battu les six fois avec 51 % de non. Le parti travailliste fut battu d'un seul siège aux élections générales tenues le même jour et Fisher fut remplacé comme Premier Ministre par le chef du "Commonwealth Liberal Party", Joseph Cook.
Le parti travailliste conserva le contrôle du Sénat et en 1914, Cook, entravé dans son action par les blocages du Sénat, organisa une double dissolution pour pouvoir avoir de nouvelles élections qui lui permettraient de contrôler les deux Chambres. La Première Guerre mondiale éclata en pleine campagne électorale et Fisher axa sa campagne sur le rappel de sa volonté de créer des forces de défense propres à l'Australie. Il s'engagea à ce que l'Australie "soit aux côtés de la mère-patrie pour l'aider et la défendre jusqu'au dernier homme, jusqu'au dernier shilling". Le "labor" gagna les élections et Fisher put former son troisième gouvernement avec une nouvelle majorité absolue.
Fisher et son parti se mirent aussitôt au travail pour organiser et planifier les premières mesures de l'effort de guerre australien. Pendant deux mois, Fisher se rendit en Nouvelle-Zélande et fut remplacé à son poste par Billy Hughes. Fisher et son parti continuèrent cependant à faire voter les lois promises en temps de paix avec "the River Murray Waters Act 1915", "the Freight Arrangements Act 1915", "the Sugar Purchase Act 1915", "the Estate Duty Assessment" et "the Estate Duty acts" en 1914. La législation de guerre votée en 1914 et 1915 comprit "the War Precautions acts" (donnant au gouverneur général le droit d'agir par ordonnances pour la sécurité de l'État), "a Trading with the Enemy Act", "War Census acts", "a Crimes Act", "a Belgium Grant Act" et "an Enemy Contracts Annulment Act".
En octobre 1915, le journaliste Keith Murdoch remit un rapport à Fisher sur le désastre de la bataille des Dardanelles. Fisher le transmit à Hughes et au Ministre de la Défense George Pearce et il décida l'évacuation des troupes australiennes en décembre 1915 et la création d'une commission, la Commission des Dardanelles à laquelle il participa en tant que Haut Commissaire à Londres en 1916 et 1917.
Fisher démissionna de son poste de Premier Ministre et de Parlementaire le 27 octobre 1915 après avoir été absent du Parlement sans aucune explication les trois jours précédents. Trois jours après, le parti travailliste nomma à l'unanimité Billy Hughes nouveau leader du parti.

### Haut Commissaire à Londres

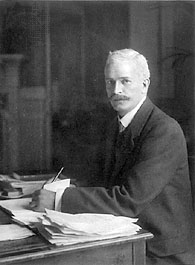
Andrew Fisher, haut commissaire à Londres.

Fisher fut le deuxième Haut Commissaire ("High Commissioner", un peu l'équivalent d'Ambassadeur, de représentant de l'ancienne colonie en Grande-Bretagne) à Londres du 1er janvier 1916 au 1er janvier 1921. Fisher s'opposa à la création d'un service militaire, ce qui fut au départ de ses différends avec Billy Hughes. Hughes lui demanda trois semaines avant le référendum de lui faire parvenir son soutien au premier référendum sur la conscription mais Fisher refusa. Hughes perdit les deux référendums de 1915 et 1916 de peu (moins de 1 %). Fisher rendit visite aux troupes australiennes stationnées en France et en Belgique en 1919 et plus tard adressa à Pearce un album de photos des champs de bataille de 1917 et 1918, montrant dans quelles conditions horribles s'étaient trouvés les soldats australiens.
La Commission des Dardanelles, avec Fisher, interviewa les témoins de l'expédition en 1916 et 1917 et remit son rapport en 1919. Il conclut que l'expédition avait été mal préparée  et exécutée et que les difficultés avaient été sous-estimées, problèmes qui avaient été aggravés par manque de matériel et des rivalités à des hauts niveaux de commandement. Quelque 480 000 alliés avaient été engagés dans cette bataille catastrophique et environ la moitié avaient été blessés ou tués. Les conclusions du rapport parurent bien timorées ne demandant aucune sanction lourde ni contre un homme politique ni contre un militaire.
À la fin de son mandat, Fisher voulut continuer d'occuper son poste mais Hughes s'y opposa. En dépit d'appels de ses partisans pour revenir en Australie et continuer ses activités politiques, il vécut retiré à Londres jusqu'à sa mort en 1928 à South Hill Park à Hampstead, un quartier de Londres. Il est enterré au cimetière de Fortune Green à West Hampstead.